# Dème de Kalliís
Le dème de Kalliís, en grec moderne : Δήμος Καλλιέων / Dímos Kalliéon, est un ancien dème du district régional de Phocide, en Grèce-Centrale. Depuis 2010, il est fusionné au sein du dème de Delphes.
Selon le recensement de 2011, la population du dème compte 1 673 habitants.